# Best Friend (canção de 50 Cent)
"Best Friend" é um single de 50 Cent para a trilha sonora do filme Get Rich or Die Tryin' (Fique Rico ou Morra Tentando), de 2005, e também possui o remix oficial com a participação especial de Olivia, como terceiro single do álbum de Olivia, Behind Closed Doors. A canção foi lançada em 2005.

## Desempenho

### Posições na Parada
| Paradas (2005)                  | Posição topo |
| ------------------------------- | ------------ |
| Billboard Hot 100               | 35           |
| Billboard Hot Rap Tracks        | 10           |
| Billboard Hot R&B/Hip-Hop songs | 22           |
| Billboard Pop 100               | 52           |
| UK Singles Chart                | 35           |

## Videoclipe
O Videoclipe foi lançado em 2006, com Olivia e 50 Cent.O vídeo também apresenta membros da G-Unit como, Mobb Deep, Spider Loc e hot rod. O Videoclipe tem quase de 100 milhões de visualizações no YouTube.